# László Rajk
László Rajk (n. 8 martie 1909, Odorheiu Secuiesc – d. 15 octombrie 1949, Budapesta) a fost un politician comunist ungar, fiu al unei familii cu rădăcini germano-secuiești din Ținutul Secuiesc din Transilvania, ministru de interne și de externe al Ungariei.
Alături de János Kádár a fost conducătorul aripii din „interior” a mișcării subterane comuniste ungare în timpul celui de-al doilea război mondial. A fost executat în urma unui proces de spionaj înscenat de Mátyás Rákosi, dictatorul Republicii Populare Ungare, după exemplul terorii lui Iosif Stalin în Uniunea Sovietică.

## Tinerețea
Rajk s-a născut într-o familie cu mulți copii și cu rădăcini germane, ca fiu al unui cizmar din Odorheiu Secuiesc. Și-a început studiile la liceul reformat „Baczkamadarasi Kis Gergely” din Odorheiu Secuiesc, apoi din 1929 a urmat cursurile facultății de filologie, secția maghiară-franceză, a Universității din Budapesta. Spre deosebire de fratele său mai mare, Endre, care s-a alăturat unor grupări politice de extremă dreapta, László Rajk s-a înregimentat în 1930 în mișcarea comunistă ilegală, în 1931 devenind membru al KIMSZ și al KMP. Din cauza activității în clandestinitate a fost arestat de mai multe ori, întrerupându-și studiile. Începând cu anul 1933 a lucrat ca muncitor constructor. În calitate de conducător al grupului comunist din Uniunea Națională a Muncitorilor Constructori din Ungaria a fost unul dintre organizatorii și promotorii grevei generale a constructorilor din 1935. La ordinul partidului comunist, în 1936 a plecat la Praga, de unde în 1937 a plecat în Spania, unde a participat la Războiul Civil Spaniol. A fost delegatul politic și secretarul de partid al batalionului maghiar în Brigada Internațională. A fost rănit grav în lupte. În 1939, după căderea Republicii Spaniole, s-a refugiat în Franța, unde a fost internat. S-a întors în Ungaria la ordinul partidului în toamna lui 1941. În același an s-a căsătorit cu Iulia Földi. Tot în același an a fost arestat și deținut. Aproape doi ani și jumătate a trăit în detenție la Budapesta, apoi la Kistarcsa. După eliberare, în septembrie 1944, a devenit secretarul Comitetului Central al partidului, unul dintre conducătorii Frontului Maghiar și dintre principalii organizatori ai mișcării de rezistență. Rajk a fost cel care, conform înțelegerii prealabile dintre comuniști și socialiști, a pregătit programul de acțiune solidară a Frontului Maghiar, semnat de cele două partide la 10 octombrie 1944. În decembrie al aceluiași an, autoritățile au încercat să-l asasineze. L-au dus cu forța la Sopronkőhida, apoi în Germania, dar prin intervenția fratelui său, Endre Rajk, subsecretar de stat în guvernul fascist al partidului Crucilor cu săgeți, a fost eliberat la 13 mai 1945.

## Apogeul politic și procesul înscenat
Reîntors în Ungaria, Rajk a devenit membru al Comitetului Executiv al PCM și deputat în parlament. Între mai și noiembrie 1945 a fost secretarul PCM al capitalei ungare, apoi, între noiembrie 1945 și martie 1946 a fost secretar general adjunct al PCM. La 20 martie 1946 a fost numit ministru de interne. În acest post, a interzis și a desființat circa 1500 de instituții și organizații care funcționau în spirit religios, național sau democratic și a organizat primele procese politice. La 5 august 1948 a fost demis din fruntea Ministerului de Interne și numit ministru de externe până la 20 mai 1949. La presiunile lui Mátyás Rákosi (gelos pe popularitatea lui Rajk) și ale cercului său, Rajk a fost arestat la 30 mai 1949 în baza unor acuzații inventate: spionaj pentru imperialiști, colaborare cu poliția secretă din perioada horthystă, menținerea de relații cu comuniștii din Iugoslavia, considerați din 1948 inamici. Scopul înscenării a fost, pe de o parte, accentuarea solidarității cu Uniunea Sovietică împotriva liderului Iugoslaviei, Tito, și pe de altă parte teama lui Rákosi de rivalul său Rajk și reapariția conflictelor între comuniști maghiari „din interior” și cei „externi” sau „moscoviți”. La alegerea victimei, la început Rákosi a oscilat între a Nagy Imre, „autonom” în agricultură, și popularul Rajk. Nagy avea relații bune în conducerea partidului comunist sovietic, deci sacrificarea lui ar fi fost greu de justificat la Moscova.
La început Rajk a negat toate acuzațiile, dar tovarășii care l-au interogat, Mihály Farkas și ministrul de interne János Kádár, l-au convins că procesul era înscenat doar pentru a-l speria, iar sentința de condamnare la moarte nu urma să fie pusă în aplicare. Atunci Rajk a recunoscut toate acuzațiile imaginare aduse împotriva sa, ceea ce Gábor Péter și ÁVH (Instituția de Securității a Statului) au radiodifuzat în direct.
Rechizitoriul a fost pregătit de însuși Mátyás Rákosi, secretarul general al partidului, și aprobat de Stalin. La procesul din 24 septembrie, „Tribunalul Poporului” a pronunțat trei sentințe de condamnare la moarte (dintre care una împotriva lui), acuzațiile fiind de „crimă împotriva poporului” și „înaltă trădare”. După proces, Uniunea Sovietică și apoi toate „democrațiile populare” au reziliat acordurile cu „mercenarul imperialist” Iugoslavia. Atunci, liderul partidului comunist ungar Mátyás Rákosi a afirmat despre procesul Rajk: „recunosc, că am avut multe nopți nedormite, până ce proiectul execuției s-a îndeplinit". László Rajk a fost executat la 15 octombrie, soția lui a fost condamnată la 5 ani închisoare, iar fiul lor a fost internat într-un orfelinat, unde i s-a schimbat numele în „István Kovács”. Nimeni nu mai știa identitatea reală.

## Reabilitarea
În iulie 1955 Rajk a fost reabilitat, deoarece Rákosi nu reușit să împiedice, în cadrul destalinizării inițiate de sovietici, revizuirea unora din nelegiurile făcute de regimul comunist, inclusiv a procesului și a condamnării la moarte a lui László Rajk. După reconcilierea iugoslavo-sovietică și al XX-lea congres al Partidului Comunist Sovietic (care a demascat și crimele lui Stalin), situația lui Rákosi a devenit foarte critică. Până la urmă a fost nevoit sa recunoască și rolul pe care l-a jucat el însuși în procesul Rajk.
În primăvara anului 1956 Iulia Földi, văduva lui Rajk, a început demersurile pentru a primi aprobarea înmormântării soțului ei. După lungi tratative, a primit consimțământul autorităților pentru înmormântarea oficială a lui László Rajk și a tovarășilor lui la cimitirul Kerepesi din Budapesta, la 6 octombrie 1956. Înmormântarea lui s-a transformat într-o demonstrație în masă, care după două săptămâni s-a transformat în revoluția anticomunistă din Ungaria. După reprimarea revoluției, văduva lui Rajk s-a refugiat cu fiul ei László Rajk jr. și împreună cu Imre Nagy, la ambasada iugoslavă. A fost arestată alături de prim-ministrul revoluției, iar János Kádár a dispus deportarea văduvei și a copilului pentru doi ani în România.